# Liste der Monuments historiques in Créchy
Die Liste der Monuments historiques in Créchy führt die Monuments historiques in der französischen Gemeinde Créchy auf.

## Liste der Objekte
| Bezeichnung  | Beschreibung                   | Standort                        | Kennzeichnung | Schutzstatus | Datum | Bild |
| ------------ | ------------------------------ | ------------------------------- | ------------- | ------------ | ----- | ---- |
| Zwei Glocken | Bronze, 1522 und 1526 gegossen | in der Kirche St-Germain (Lage) | PM03000085    | Classé       | 1907  |      |